# Aeroportul Regional Ottumwa
Aeroportul Regional Ottumwa (IATA: OTM, ICAO: KOTM, FAA LID: OTM) este un aeroport din Iowa, Statele Unite ale Americii ce deservește zona Ottumwa⁠(d). Aeroportul a fost tranzitat în 2019 de 18 pasageri. A fost numit după zona deservită.
Situat la o altitudine de 258 m, aeroportul dispune de 2 piste.

## Infrastructură

### Piste
Aeroportul dispune de 2 piste. Pista 04/22 are dimensiunile 4.600 picioare × 100 picioare. Pista 13/31 are dimensiunile 5.885 picioare × 150 picioare. 